# Kombinat Robotron
Der VEB Kombinat Robotron war das größte Industriekombinat der DDR, der größte Computerhersteller der DDR und einer der bedeutenden Produzenten von Informationstechnologie im RGW. Die Marke „Robotron“ ist ein Kunstwort, zusammengesetzt aus den Wortteilen Robotik und Elektronik.
Das Kombinat unterstand dem Ministerium für Elektrotechnik und Elektronik. Weitere zentralgeleitete Kombinate der elektrotechnischen Industrie können in der Liste von Kombinaten der DDR eingesehen werden.

## Geschichte

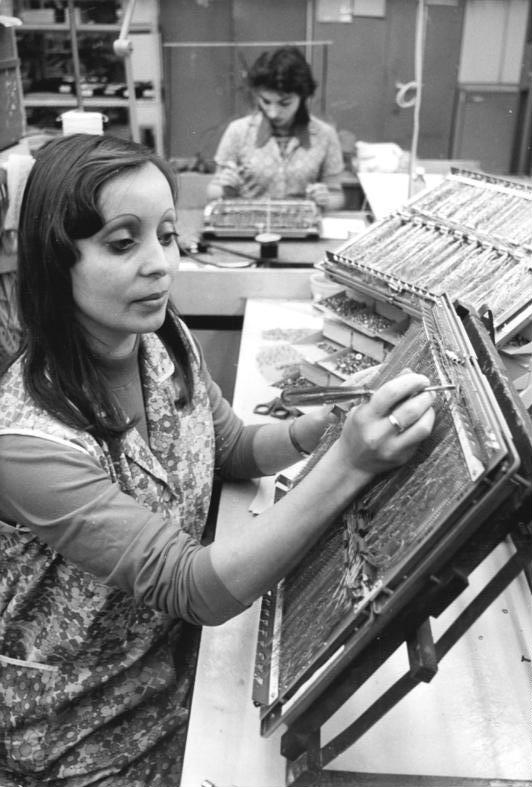
Endmontage im Kombinat Robotron in Dresden (1981)

Vorläufer des Kombinats Robotron war die 1958 gebildete VVB Büromaschinen, die 1964 in VVB Datenverarbeitungs- und Büromaschinen umbenannt wurde. Im Rahmen dieses Kooperationsverbandes wurde der Großrechner Robotron 300 hergestellt, dessen Entwicklung vom VEB Elektronische Rechenmaschinen aus Karl-Marx-Stadt (heute Chemnitz) begonnen und der vom VEB Rafena in Radeberg gefertigt wurde. Aus der VVB Datenverarbeitungs- und Büromaschinen wurden im Rahmen des Neuen Ökonomischen Systems der Planung und Leitung, einer zentral eingeleiteten Umstrukturierung der Industrie der DDR, am 1. April 1969 das Kombinat Robotron und das Kombinat Zentronik gebildet. Als Stammbetrieb von Robotron und Sitz der Kombinatsleitung wurde zunächst das Fernsehwerk Rafena in Radeberg genutzt. Anfang der 1970er Jahre war in Dresden das neue Robotron-Gelände Pirnaischer Platz (seit 2017 Lingnerstadt) an der Leningrader Straße (heute St. Petersburger Straße), zwischen Pirnaischem Platz und Georgplatz gegenüber dem Neuen Rathaus fertiggestellt. Außerdem kamen der Neubau eines Produktionswerkes auf der Bodenbacher Straße in Dresden-Gruna sowie Neubauten an den Außenstellen in Riesa, Karl-Marx-Stadt und Hoyerswerda hinzu. Mit der Neuverteilung der Aufgaben und Produktionsstandorte wurde 1970 die Kombinatsleitung mit einem Großteil der Produktion von Rechentechnik nach Dresden verlegt.
Am 1. Januar 1978 wurde das Kombinat Zentronik aufgelöst und dessen Betriebe, darunter das Buchungsmaschinenwerk Karl-Marx-Stadt (ehem. Astra-Werke) und das Büromaschinenwerk Sömmerda (ehem. Rheinmetall-Werk Sömmerda) sowie das Schreibmaschinen-Werk mit der Erika-Produktion (ehem. Seidel & Naumann), in das VEB Kombinat Robotron eingegliedert.
Das Kombinat war in der DDR neben dem Kombinat Mikroelektronik Erfurt maßgeblich verantwortlich für die Entwicklung, die Produktion und den Vertrieb von elektronischen Datenverarbeitungsanlagen, Klein- und Mikrorechnern, Personalcomputern, Prozessrechnern, Steuerungsrechnern für Nachrichtenvermittlungsanlagen und die zugehörigen Betriebssysteme, Standardanwendungssoftware sowie Softwaretechnologien.
Der erste Generaldirektor war Siegfried Zugehör (1969–1973), ihm folgte Wolfgang Sieber (1973–1982). Der letzte Generaldirektor war Friedrich Wokurka (1982–1990).
Im Jahre 1989 betrug die Belegschaft des Kombinates 68.000 Beschäftigte, die Zahl der Betriebe 21 und der Umsatz 12,8 Milliarden Mark der DDR.
Der nach der Währungs-, Wirtschafts- und Sozialunion 1990 notwendige Transformationsprozess zur Anpassung an die marktwirtschaftlichen Bedingungen führte im Industriezweig zu gravierenden Veränderungen. Das Kombinat als wirtschaftsleitendes Organ wurde zum 1. Juli 1990 aufgelöst, die bisherigen Kombinatsbetriebe in Kapitalgesellschaften mit der Treuhandanstalt als alleinigem Anteilseigner umgewandelt. Die im internationalen Vergleich deutlich geringere Produktivität der Betriebe ermöglichte allgemein keinen kostendeckenden Absatz der Erzeugnisse. Das führte in den Folgejahren zur Liquidation der vormaligen Kombinatsbetriebe. Die Abwicklung wurde von dem ehemaligen Bundestagsabgeordneten Hermann Fellner geleitet.

## Marke
Der Schriftzug robotron war unter Registernummer DD641673 bis zur Löschung am 20. Dezember 2002 ein eingetragenes Warenzeichen des Kombinats Robotron. Die Nachfolgeunternehmen BuS Elektronik Riesa und Robotron Datenbank-Software Dresden sicherten sich die Wortmarkenrechte an dem Schriftzug in unterschiedlichen Schreibweisen, wobei 2012 die Marke des Riesaer Unternehmens gelöscht wurde. Die Wort-Bildmarke „robotron®“ ist ein eingetragenes Warenzeichen des Robotron Bildungs- und Beratungszentrums Leipzig.

## Produkte
Haupterzeugnisse des Kombinats Robotron waren:
- Mittlere EDVA Robotron 300 (Vorbild IBM 1401)
- Klein- und Prozessrechner R 4000, R 4200 (Honeywell Serie 16)
- ESER-Elektronische Datenverarbeitungsanlagen EC 1040, EC 1055, EC 1056, EC 1057 (IBM System/360, IBM System/370)
- Minicomputer und Superminicomputer K 1600 (DEC PDP-11), K 1840 (VAX 11/780), K 1820 (MicroVAX II)
- Büro- und Personal Computer A 5120, PC 1715, A 7100, A 7150, BIC A 5105, EC 1834 (IBM XT), EC 1835 (IBM AT)
- OEM-Mikrorechnersysteme K 1510, K 1520, K 1700
- Betriebssysteme wie JAMB, Disk Control Program oder KOBRA

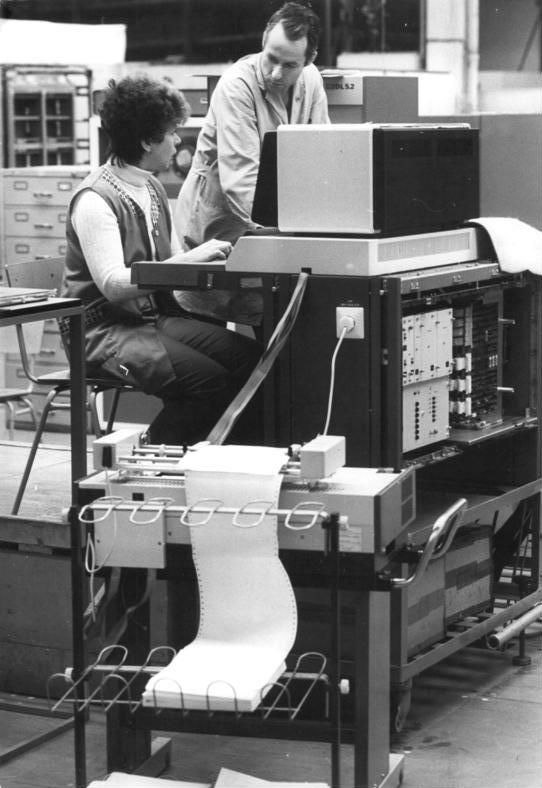
VEB Robotron-Elektronik Dresden – Im Prüffeld wird die Zentraleinheit, das Herzstück der Datenverarbeitungsanlage, kontrolliert.

Hinzu kamen Schreibmaschinen, Drucker und Plotter, sowie Mess-, Richtfunk- und Kommunikationstechnik. Zum Leistungsumfang gehörten ferner die Entwicklung und Produktion von Ausrüstungen für die Fertigung sowie für die Prüfung elektronischer Baugruppen und Geräte sowie die Herstellung eines Sortiments elektronischer Konsumgüter wie Heim- bzw. Kleincomputer (Z 9001, KC 85/1, KC 87), ausgewählte Rundfunk- und tragbare Fernsehgeräte.
Des Weiteren entwickelte und fertigte Robotron auch militärische Elektroniksysteme für den nationalen und internationalen Markt, darunter automatische Kampfstoffspürgeräte und das Strahlungsmesssystem KSMG1.
In den 1980er Jahren erlangte Robotron auch für den westdeutschen Markt Bedeutung, indem Peripheriegeräte wie Drucker für Heimcomputer geliefert wurden. Diese wurden unter diversen Namen, beispielsweise Präsident (Bundesrepublik Deutschland) und Samelco (USA), von verschiedenen Importeuren angeboten. Teilweise wurden auch nur Bauteile oder halbfertige Geräte ohne Elektronik oder Schnittstellen exportiert. Auch ein Großteil der Schreibmaschinen wurde im Westen verkauft, meist über Versandhandelsunternehmen. Es wurde eine Kooperation mit dem westdeutschen Zweig von Commodore etabliert, für die Robotron die Mechanik für die schnellen Typenraddrucker CBM 8028 und CBM 8229 herstellte, während die Elektronik von einer westdeutschen Firma und die Firmware von Commodore selbst kamen.

## Betriebe des Kombinates

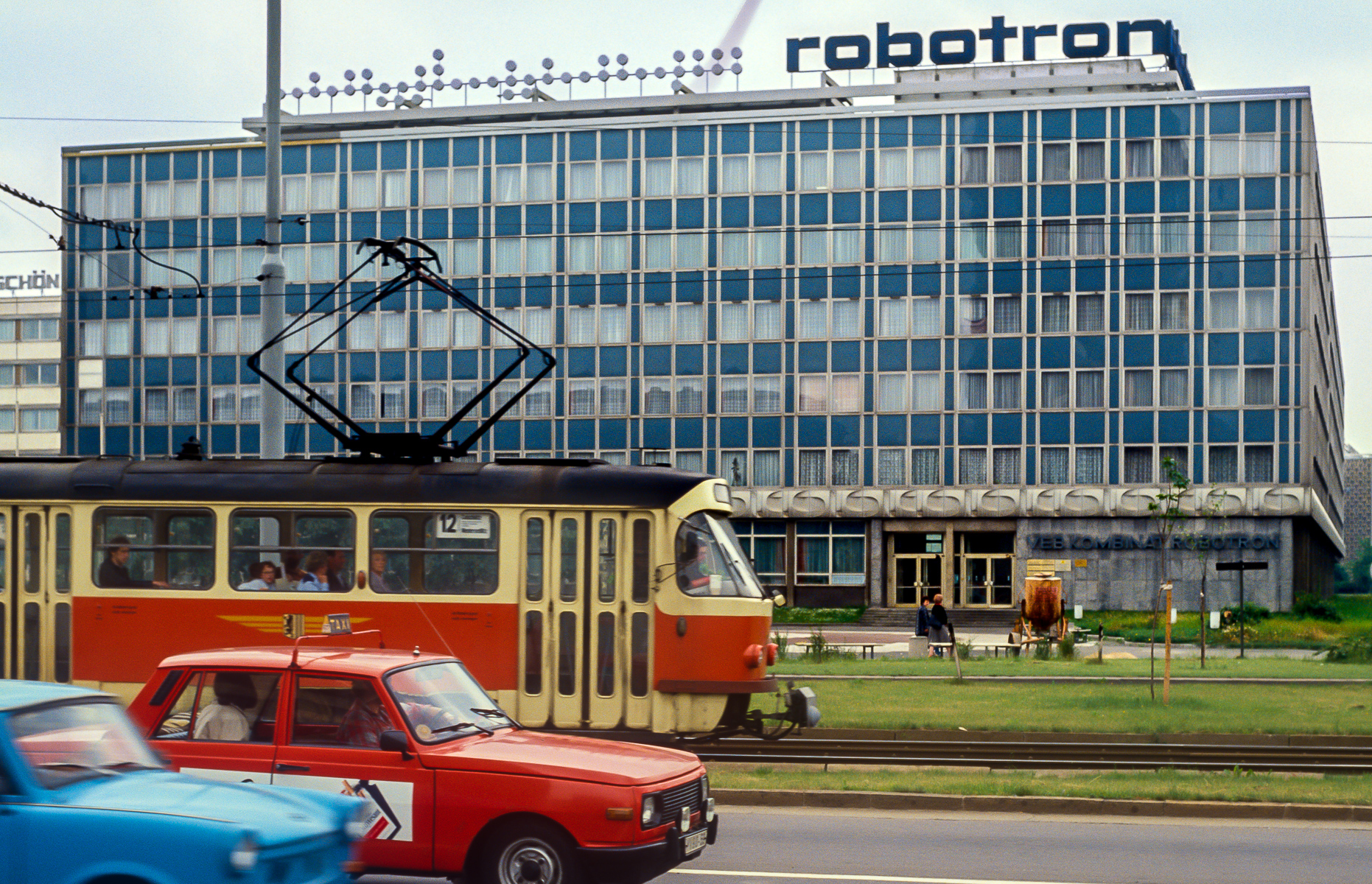
VEB Kombinat Robotron Dresden 1990

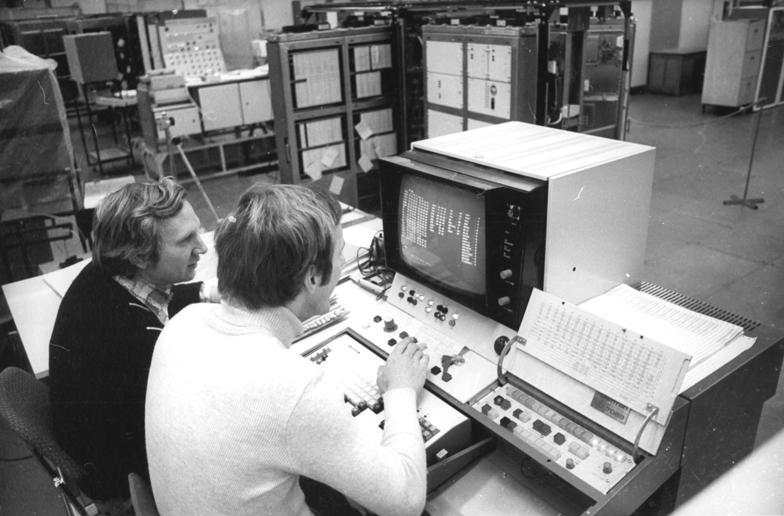
VEB Robotron-Elektronik Dresden – Computer EC 1055, 1980

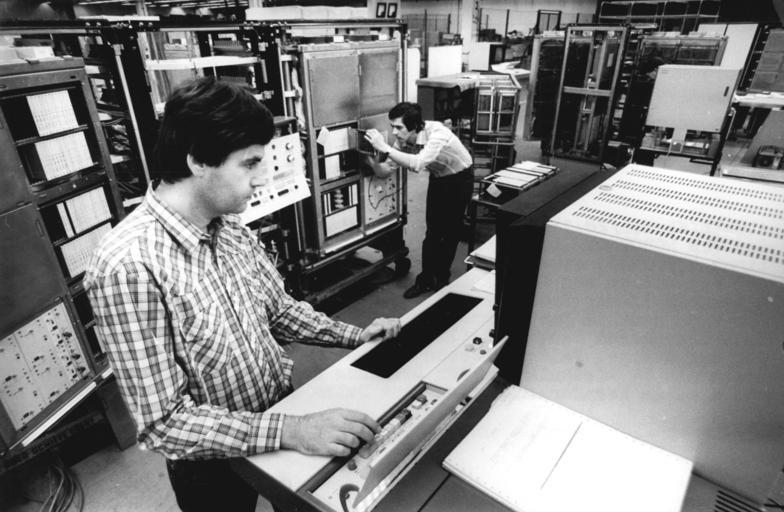
VEB Robotron-Elektronik Dresden – Computer Newa 1M, 1984

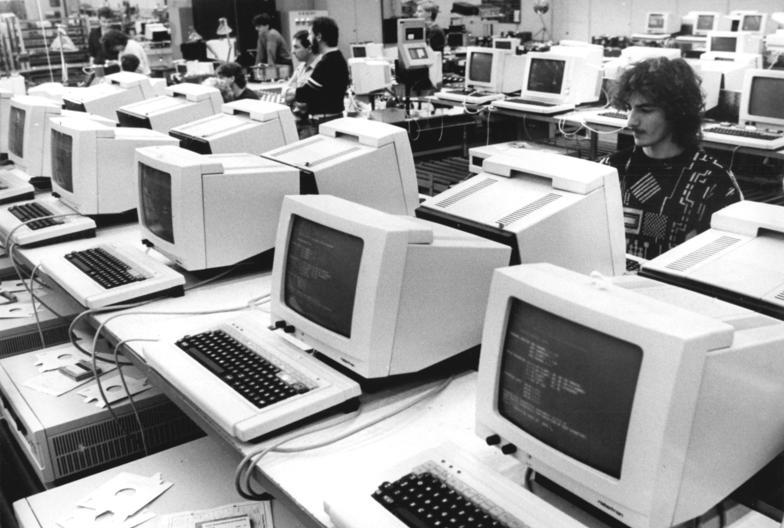
VEB Robotron-Elektronik Dresden – Computer A 7100, 1987

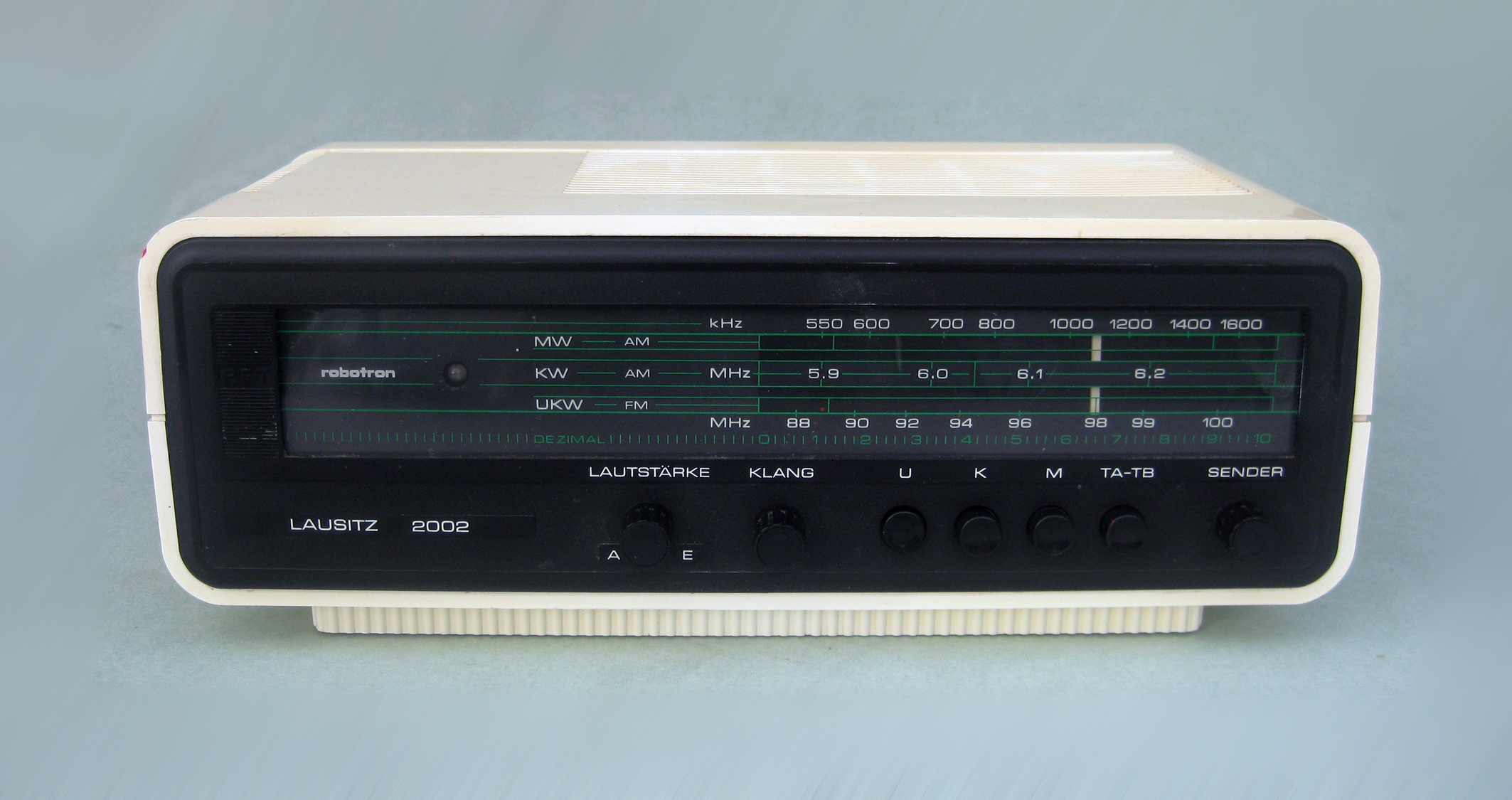
Radio „Lausitz 2002“ von 1975 des VEB Robotron-Elektronik Hoyerswerda, Design: Gerhard Schöne

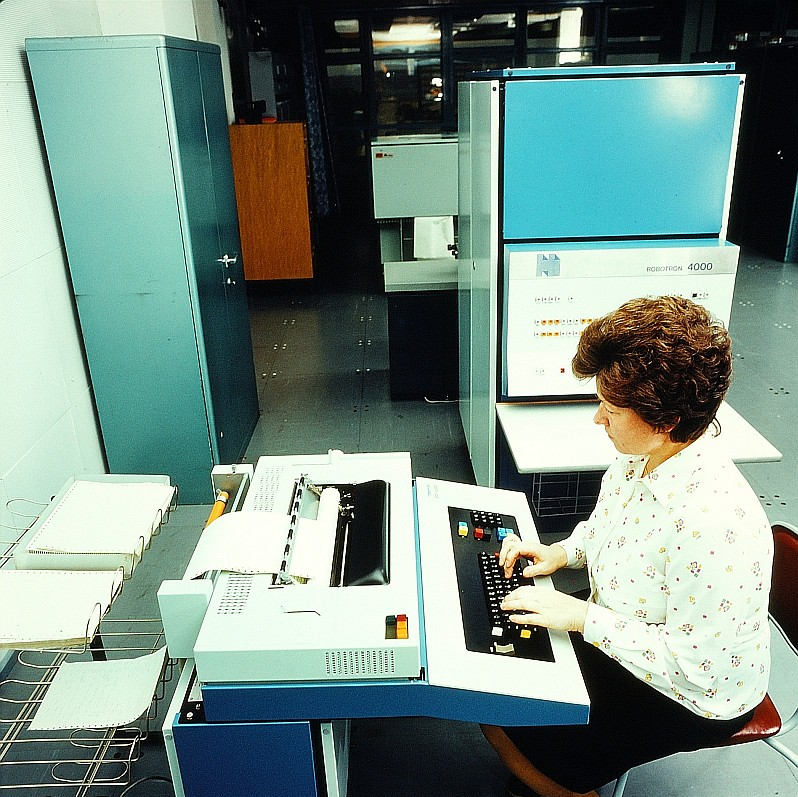
VEB Robotron-Elektronik Riesa – Robotron 4000 (hinter der Facharbeiterin), 1983

Das Kombinat Robotron bestand Anfang 1990 aus den folgenden Betrieben, hinzu kamen Teilbetriebe und Betriebsteile (mit Zulieferfunktion) in weiteren 64 Orten der DDR sowie Handelsvertretungen und Servicebüros in 28 Ländern.
- VEB Robotron-Elektronik Dresden – Stammbetrieb des VEB Kombinat Robotron
- VEB Robotron-Projekt Dresden – Leitbetrieb für Softwareproduktion
- VEB Robotron-Rationalisierung Weimar
- VEB Robotron-Büromaschinenwerk „Ernst Thälmann“ Sömmerda
- VEB Buchungsmaschinenwerk Karl-Marx-Stadt (Chemnitz)
- VEB Robotron-Optima Büromaschinenwerk Erfurt
- VEB Robotron-Elektronik Radeberg
- VEB Robotron-Elektronik Zella-Mehlis
- VEB Robotron Meiningen
- VEB Robotron-Meßelektronik „Otto Schön“ Dresden
- VEB Robotron-Elektronik und Zeichentechnik Bad Liebenwerda
- VEB Robotron-Elektronik Riesa
- VEB Robotron-Elektronik Hoyerswerda
- VEB Robotron-Elektroschaltgeräte Auerbach
- VEB Robotron-Goldpfeil-Magnetkopfwerk Hartmannsdorf
- VEB Robotron-REMA Stollberg
- VEB Robotron-Stahlleichtbau Pirna
- VEB Robotron-Vertrieb Berlin – Leitbetrieb für Vertrieb und Service
- VEB Robotron-Vertrieb Erfurt
- VEB Robotron-Bürotechnik Karl-Marx-Stadt
- VEB Robotron-Anlagenbau Leipzig
- Robotron Export-Import – Volkseigener Außenhandelsbetrieb

Das Kombinat Robotron unterhielt Kooperationsbeziehungen zu den Kombinaten Mikroelektronik Erfurt, Carl Zeiss Jena, Rundfunk- und Fernsehtechnik Staßfurt sowie zum Zentralinstitut für Kybernetik und Informationsprozesse der Akademie der Wissenschaften der DDR und zur Sektion Informatik der TU Dresden.

## Nachfolgeunternehmen
Vereinzelt wurden Betriebsteile, insbesondere für intelligenzintensive immaterielle Leistungen, als Joint Venture oder Management-Buy-out (MBO) ausgegründet.
Als Robotron:
- Robotron Datenbank-Software GmbH, Dresden unter der Leitung von Rolf Heinemann[12]
- Robotron Projekt GmbH Dresden unter der Leitung von Peter Adenauer
- Robotron Bildungs- und Beratungszentrum GmbH, Leipzig[13]
- Robotron Netzwerk Systeme GmbH, Leipzig[14]

IBM Deutschland:
- CSD Computer Software-Dienste Chemnitz, jetzt IBM Global Services, IT-Services and Solutions GmbH (per 1. Juli 2008 IBM ITS GmbH)
- CSP Computer Service-Partner Berlin, seit 1. Juni 2008 firmiert die csg unter dem Namen IBM Deutschland Customer Support Services GmbH, csg Computer Service Gesellschaft GmbH
- WBI Weiterbildungsgesellschaft für Informationstechnik Berlin, jetzt IBM Global Services, Bildungsstätte Berlin

SAP und Siemens-Nixdorf:
- SRS Software- und Systemhaus Dresden, bis 2008 SAP Systems Integration, im Anschluss aufgegangen in der SAP Deutschland AG & Co. KG

Als MBO:
- CVU Projekt, Berlin[15]
- CVU Büro und Technik, Berlin[16]
- BuS Elektronik GmbH, Riesa[17]

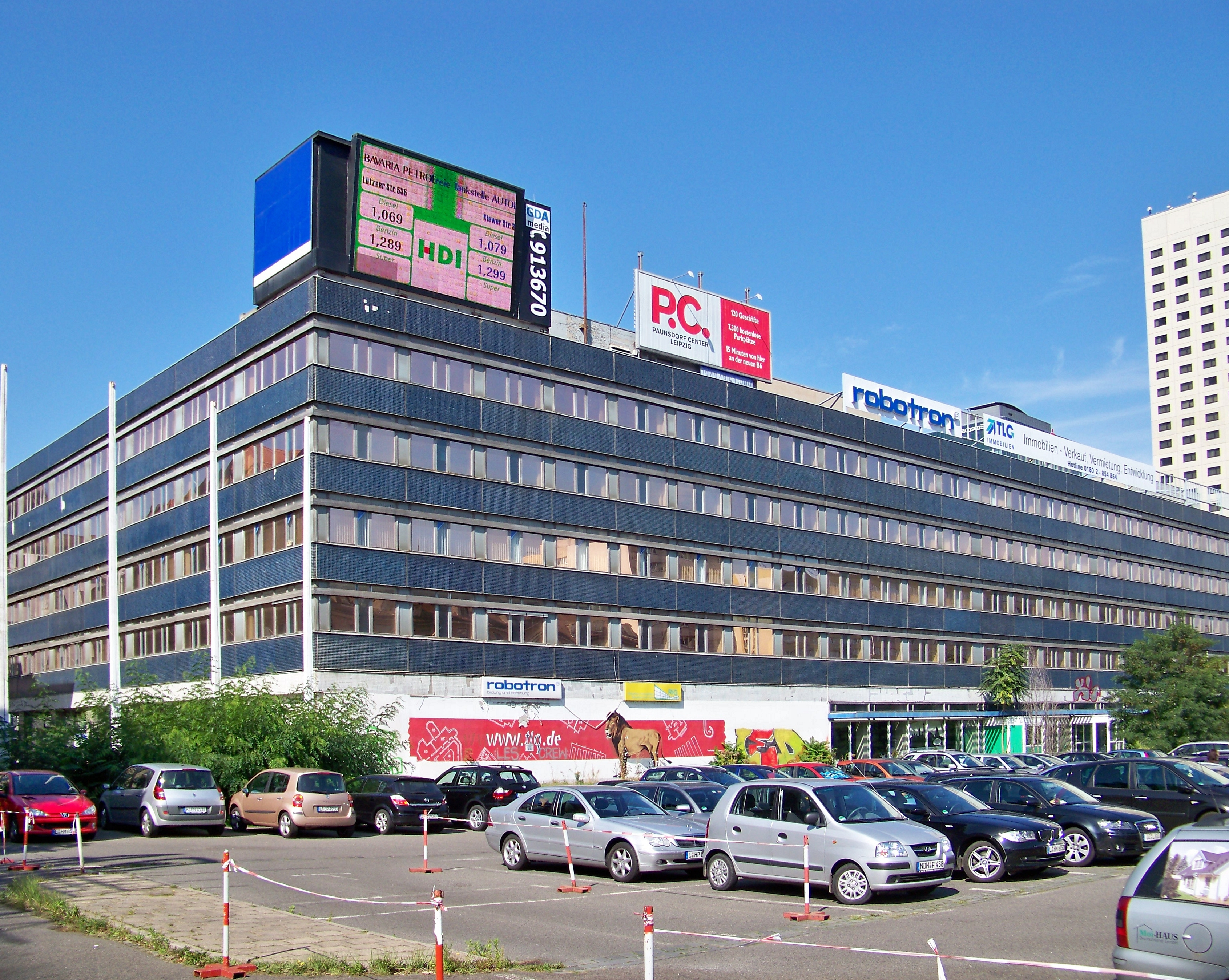
Robotron in Leipzig (2009)
bis 2005 Sitz der Robotron Bildungs- und Beratungszentrum GmbH Leipzig

- XENON Automatisierungstechnik GmbH

Von den 68.000 Beschäftigten des Kombinates konnten so nur weniger als fünf Prozent in branchennahe Nachfolgeunternehmen wechseln. Das Potenzial an hochqualifizierten Arbeitskräften förderte jedoch die nachfolgende Unternehmensansiedlung.
- im Großraum Dresden (Silicon Saxony)
- in Sömmerda Computerfertigungswerk von Fujitsu Technology Solutions (bis 2008 Fujitsu Siemens Computers)
- in Chemnitz und an anderen Standorten

## Museum
Fünfzig Jahre nach der Gründung des Kombinats Robotron eröffnete am 1. April 2019 die Robotron Datenbank-Software GmbH ein hauseigenes Robotron-Museum.

## Film
- robotron – High Tech Made in GDR. MDR-Dokumentation aus der Reihe Spurensuche in Ruinen, 2012.